# Jonschwil
Jonschwil je obec na východě Švýcarska v kantonu St. Gallen. Žije zde  obyvatel.

## Geografie
Politická obec Jonschwil se skládá z obcí Jonschwil a Schwarzenbach, vesnice Bettenau a části vesnice Oberrindal. Jonschwil leží na řece Thur nedaleko měst Wil a Oberuzwil.
Nejvyšším bodem v nadmořské výšce kolem 800 m je vrch Wildberg, odkud je dobrý výhled na Toggenburg, Churfirsten a Alpstein.

## Historie

Letecký pohled (1919)

Bettenau se poprvé připomíná jako Betinauvia v roce 772 nebo 775, Schwarzenbach jako Svarzinbah villa (později jako Svarzanbach) v roce 779 a Jonschwil jako Johannisvilare 20. května 796. V raném středověku to bylo především opatství St. Gallen, které získávalo pozemky, jež propůjčovalo šlechticům. Svobodní sedláci tvořili družstvo. V roce 814 je v Jonschwilu zmiňován kostel zasvěcený svatému Martinovi. Kolem roku 840 se zde pravděpodobně narodil učenec a básník Notker Balbulus. V 10. století zde byla klášterní osada, pravděpodobně klášter patřící Notkerovi z rodu Stammlerů, bohatému rodu z okolí. Pěstovalo se zde především obilí. V 15. století zde byly mimo jiné nižší dvory Schwarzenbach a Rindal a svobodný dvůr Thurlinden. Vnitřní uspořádání obce upravovalo vesnické právo, zmiňované v roce 1556.
Patronem nového farního kostela, který byl postaven v letech 1866–1870, se stalo opatství v St. Gallenu. K farnosti patřil také Oberuzwil a Bichwil. Farář Achilles Thalmann se v roce 1527 připojil k reformaci. Byl prvním děkanem synody v oblasti Toggenburg. Od roku 1541 byl farní kostel využíván pro obě vyznání, křesťany i protestanty. V roce 1771 mohli reformovaní založit vlastní farnost v Oberuzwilu. V letech 1893–1899 byl katolickým kaplanem v Jonschwilu spisovatel Heinrich Federer.
V roce 1803 se obce sloučily a vznikla obec Jonschwil, která byla přiřazena k okresu Untertoggenburg. V 80. letech 19. století byl Oberrindal politicky a církevně rozdělen na tři části, takže dnes obec Oberrindal patří částečně k Oberuzwilu, částečně k Lütisburgu a částečně k Jonschwilu. Rozdělení probíhá podél silnic.

## Obyvatelstvo

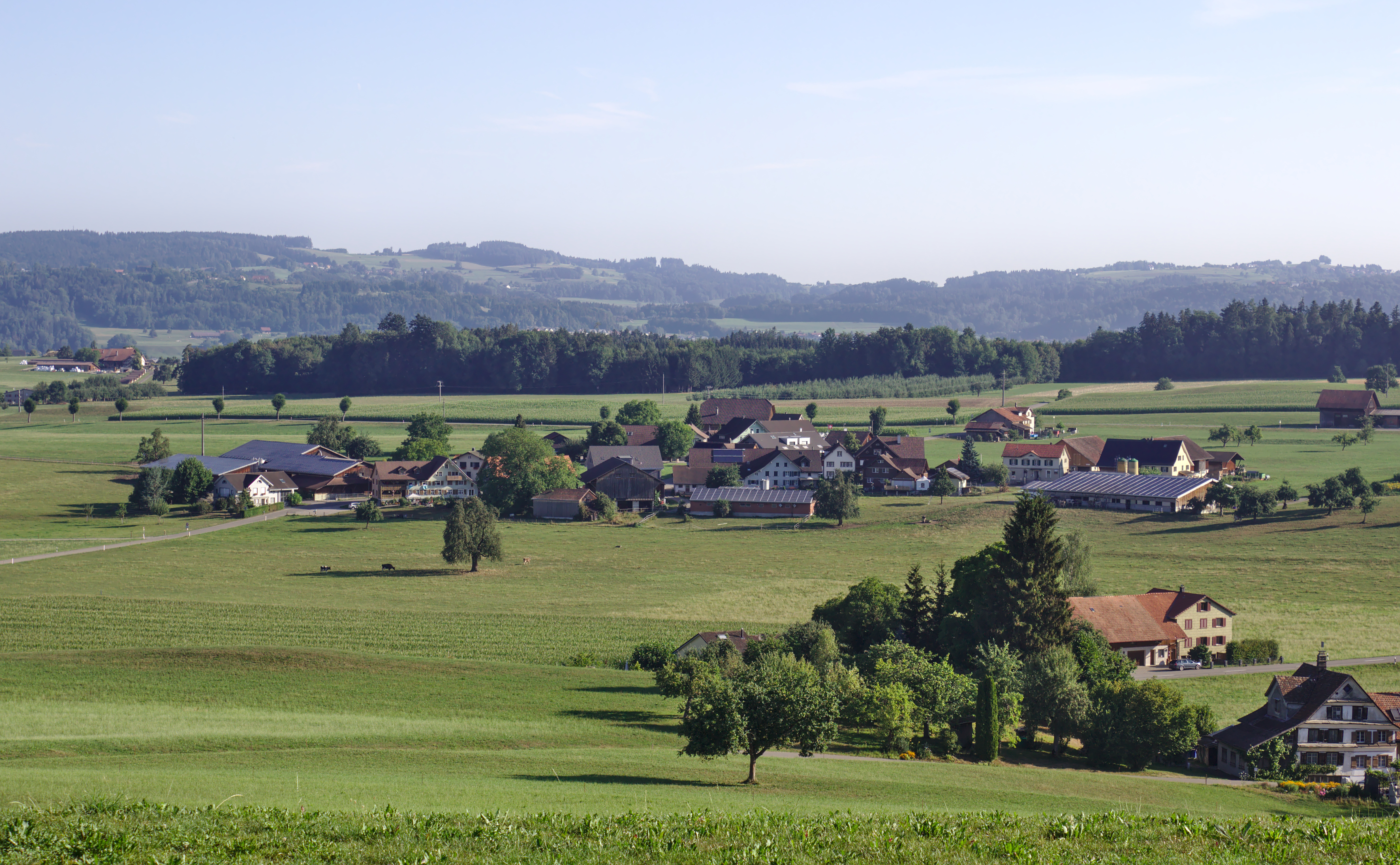
Bettenau

| Rok            | 1819 | 1850 | 1900 | 1950 | 1970 | 2000 | 2010 | 2020 |
| Počet obyvatel | 867  | 1307 | 1201 | 1383 | 1708 | 3134 | 3573 | 3873 |

## Hospodářství
V 19. století se zde vedle domácího vyšívání usadilo několik větších textilních podniků. Po roce 1918 přibyly dřevozpracující podniky a kolem roku 1970 podniky kovozpracující a strojírenské. Celkové zvelebení a meliorace, které se dotklo plochy 1021 ha, proběhlo v letech 1956–1977. V roce 1995 bylo v Degenau, severozápadně od obce Jonschwil, otevřeno nově vybudované středoškolské centrum. V roce 2000 poskytoval druhý hospodářský sektor dvě pětiny pracovních míst v obci, téměř stejně jako sektor služeb.

## Doprava
Obec nemá železniční spojení, nejbližší stanice společnosti Schweizerische Südostbahn (SOB) se nachází v Bazenheid, asi 3 km od obce. Dopravní obslužnost obce zajišťují autobusy Postauto.

## Osobnosti
- Notker Balbulus (asi 840–912), benediktinský mnich a učenec